# Киреев, Владимир Алексеевич
Влади́мир Алексе́евич Киреев (род. 12 февраля 1959) — советский и российский футболист.

## Спортивная карьера
В первенстве СССР провёл 304 игры за команду второй лиги «Машук» Пятигорск, забил 26 голов. Во второй лиге России в 1992—1993 годах за «Бештау» Лермонтов в 63 играх забил пять голов.